# 细长柄山蚂蝗
细长柄山蚂蝗（学名：Podocarpium leptopus）为豆科长柄山蚂蝗属下的一个种。

## 扩展阅读
- 維基物種上的相關：细长柄山蚂蝗